# Monument aux morts du Père-Lachaise
Le monument aux morts du cimetière du Père-Lachaise est l'œuvre du peintre et sculpteur Paul-Albert Bartholomé, inauguré le 1er novembre 1899, après douze ans de travaux. Ce monument est dédié à tous les morts sans distinction.

## Localisation

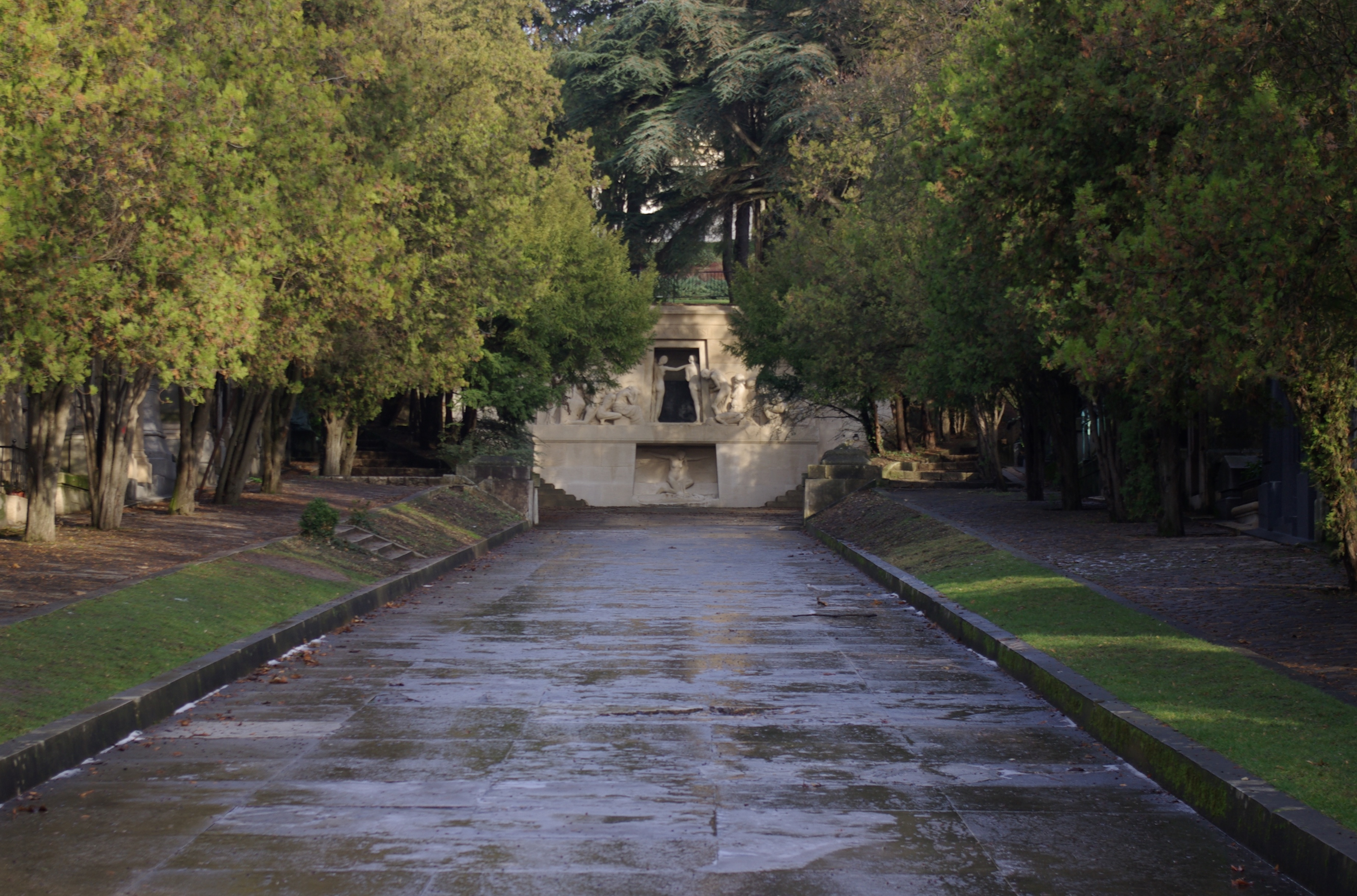
Vue du monument depuis l'avenue principale.

Le monument aux morts est implanté à l'intérieur du cimetière du Père-Lachaise. Il s'insère dans la perspective formée par la porte d'entrée principale et la chapelle. Le monument est adossé à la colline ; un ossuaire a été construit par la suite (dans les années 1950) sous la colline qui sépare le monument aux morts de la chapelle.
L'installation au Père-Lachaise fut un temps remise en question. À la suite des pressions de la corporation des marbriers,,, le Conseil municipal envisagea de placer l'œuvre sur la voie publique, derrière l'ancien palais du Trocadéro. La proposition fut finalement rejetée pour revenir au projet initial d'installer le monument aux morts dans le cimetière,.

## Historique

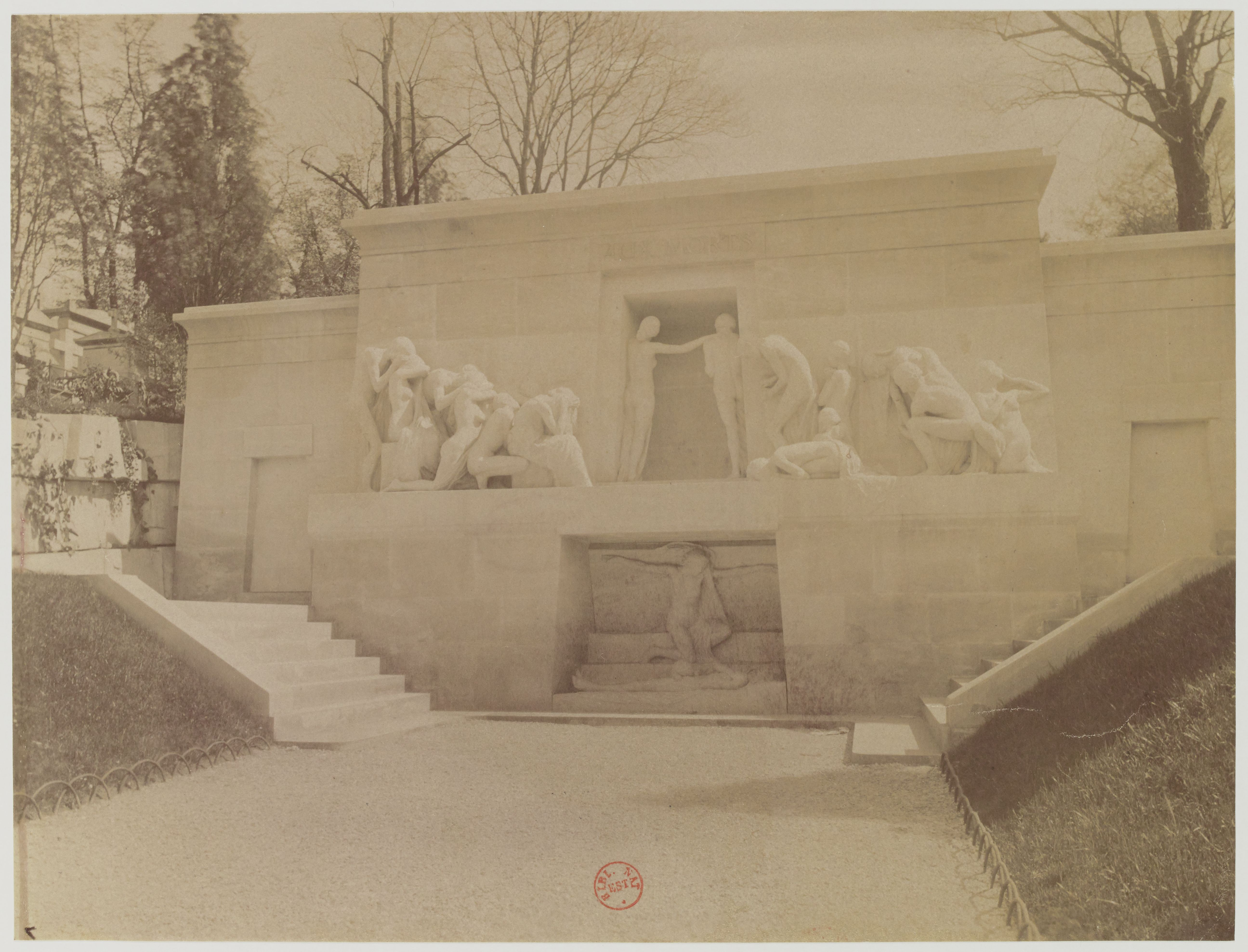
Photographie du monument aux morts, vers 1898-1901, par Eugène Atget.

Le peintre français Albert Bartholomé (1848-1928) se met à la sculpture à la mort de sa femme Prospérie de Fleury (1849-1887) en commençant la réalisation du monument aux morts. Il présente son projet au Salon du Champ-de-Mars organisé par la Société nationale des beaux-arts du 25 avril au 30 juin 1895. Par décision du conseil municipal de Paris le 13 juillet 1895 et arrêté du 1er août 1895, le monument est acquis conjointement par l'État et la ville de Paris, à l'initiative de Raymond Poincaré, alors ministre des Beaux-Arts. La propriété revient à la ville. 150 000 francs sont versés au sculpteur pour l'érection du monument en pierre au Père-Lachaise. L'État verse 100 000 francs et la ville de Paris règle 50 000 francs, l'achat de la matière première et les frais d'installations au Père-Lachaise.
Le modèle en plâtre du Salon de 1895 est déposé au musée des beaux-arts de Marseille par un arrêté du 24 juin 1899, avant de se retrouver au musée des beaux-arts de Lyon.
Après douze années de travaux, le monument est inauguré le 1er novembre 1899 sans cérémonie officielle mais en présence d'une centaine de personnes invitées par Bartholomé dont le préfet de la Seine, Justin Germain Casimir de Selves, le président du conseil municipal de Paris, Pierre Baudin, le directeur des Beaux-Arts, Henry Roujon, et l'architecte Jean Camille Formigé,.
L'historien Rémi Dalisson le classe parmi les rares monuments aux morts pacifistes des mémoriaux de la guerre de 1870, parce qu'il est le premier édifice honorant la mémoire des combattants des deux camps. Il indique par ailleurs que l'inauguration de 1899 se fit devant quelque 90 000 personnes.
Des fragments du monument sont exposés au Salon du Champ-de-Mars en 1897 et lors de l'exposition universelle de Liège de 1905.
Le monument aux morts fait partie de la seconde série de protection aux monuments historiques dont bénéficiera le Père-Lachaise. La première série, par arrêté du 21 mars 1983, a permis l'inscription de l'ensemble des monuments funéraires construits avant 1900 dans la partie romantique du cimetière. L'œuvre de Bartholomé, avec d'autres monuments, est classée par un arrêté du 14 novembre 1983.

## Description
Le monument Aux morts est un monument simple et massif en pierre d'Euville mesurant 8 mètres de haut et 14,10 mètres de large. Au modèle exposé en 1895, Bartholomé rajoute deux ailes pour adapter le monument à l'emplacement où il est installé.
Dans le Journal des débats politiques et littéraires, l'historien de l'art André Michel décrit le modèle en plâtre présenté au Salon de 1895 :
« À gauche, et suivant une ligne ascendante, une femme est assise, les cheveux dénoués, le front dans ses mains crispées, portant sur son épaule nue son nourrisson inanimé ; derrière elle, une jeune fille s'appuie, défaillante, à la muraille, et un jeune homme, accroupi frissonne d'angoisse ; une femme agenouillée, de ses deux bras violemment croisés, se fait un bandeau pour ne pas voir la porte sombre près d'elle, la main tendrement appuyée sur son épaule, son compagnon lui donne un suprême baiser ; — appuyés l'un sur l'autre, dans un dernier groupe, le visage caché par leurs bras noués ou leurs mains suppliantes, deux autres malheureux attendent l'inexorable mort.

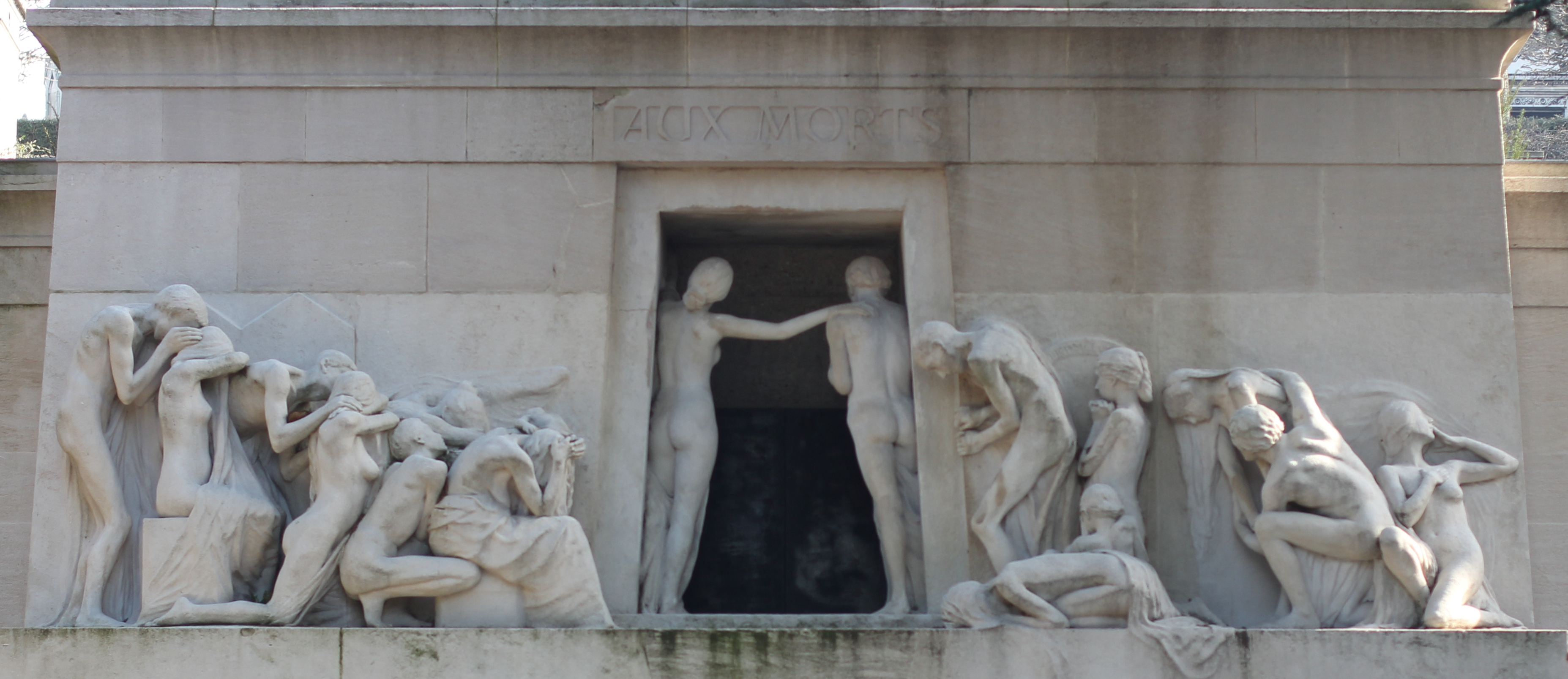
Partie supérieure du monument.

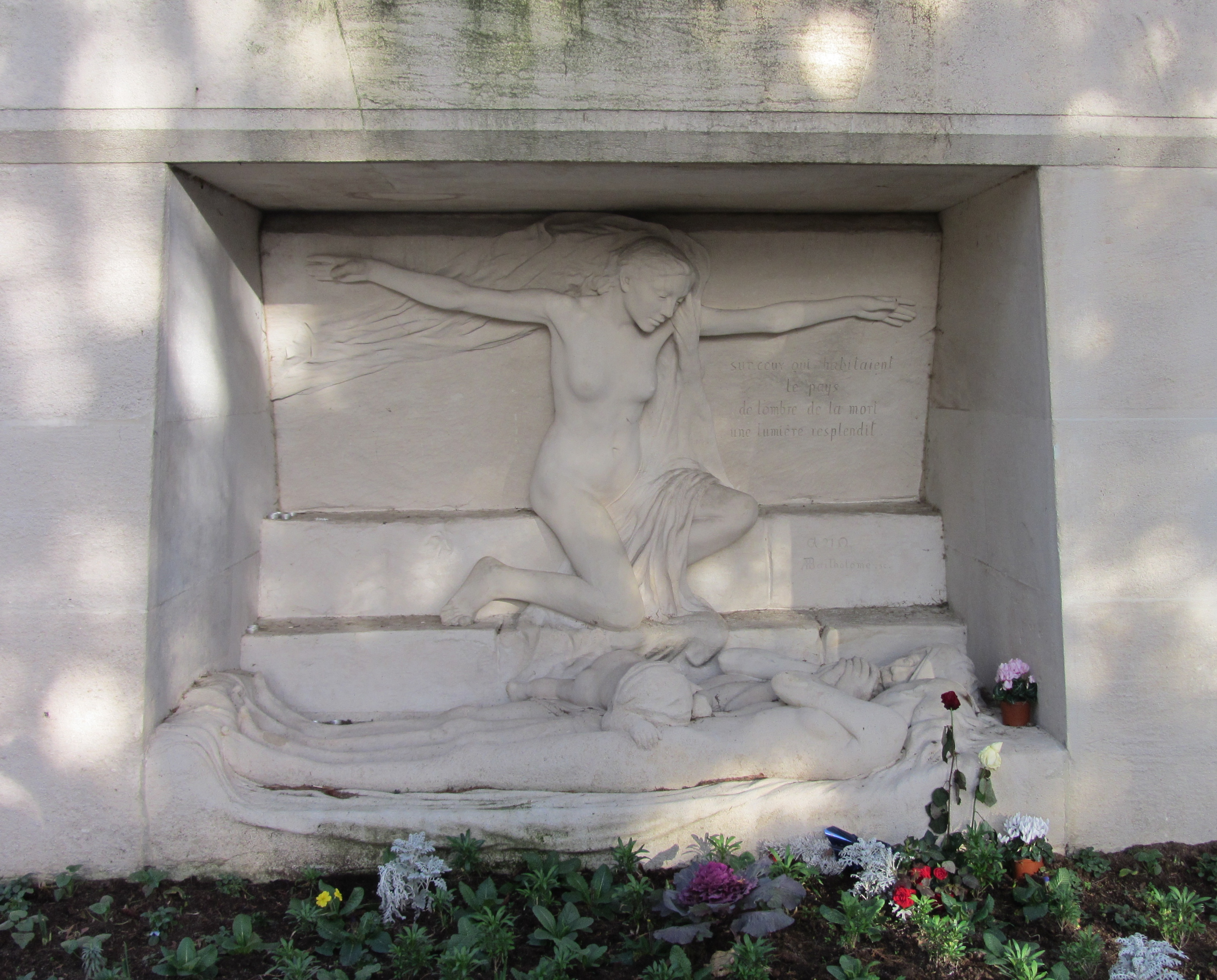
Partie inférieure du monument.

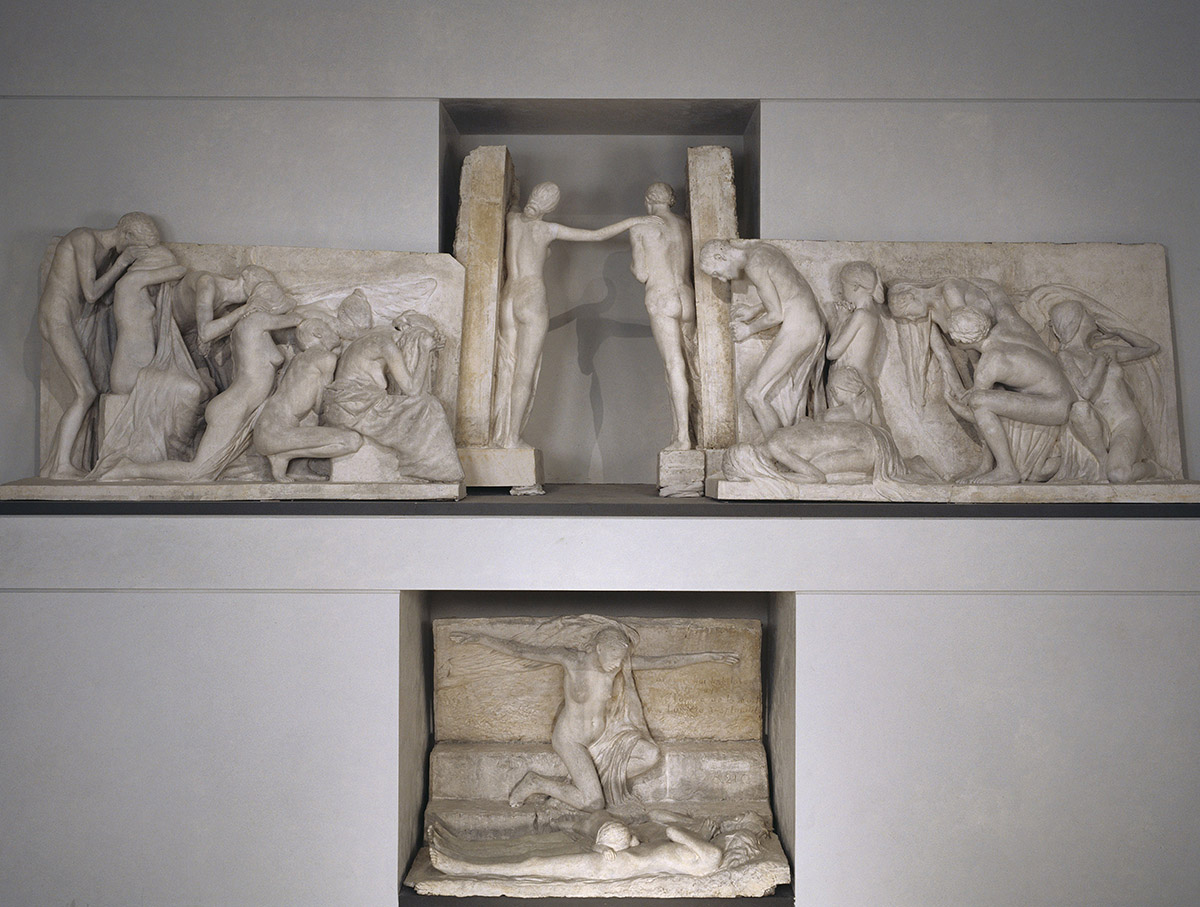
Plâtre modèle pour le cimetière du Père-Lachaise, conservé au musée des beaux-arts de Lyon.

— Et de l'autre, côté, suivant une ligne descendante, une théorie pareille fait pendant à celle-ci. C'est un homme chancelant qui, de ses deux mains, s'accroche au bord de la porte dont il va franchir le seuil ; une femme, agenouillée, — ce n'est pas assez dire, repliée sur elle-même et prosternée, la face contre terre, une vierge, les mains jointes dans une muette et ardente contemplation, un enfant dont les maigres épaules sont comme secouées d'horreur, — et un peu plus loin, une femme aux longs cheveux défaits, succombant sous le fardeau de sa détresse, soutenue par l'étreinte fraternelle d'un ami ; — une jeune fille, au moment de s'engager sur la voie douloureuse, se détourne soudain et, un genou en terre, son beau torse redressé, elle envoie, de ses doigts, unis sur ses lèvres encore souriantes, un baiser fervent au cher passé qu'elle quitte, un suprême adieu à la vie. Chacune de ces figures porte avec elle son suaire et la draperie, toujours simple et large, accompagne et prolonge de ses ondulations et de ses plis tombants la douceur, la résignation, la tristesse et la beauté des gestes qui traduisent aux yeux les sentiments de la pauvre âme humaine devant le mystère tragique de la mort.
Mais un couple est entré dans le caveau, et, rasant des deux côtés la paroi de l'étroit couloir, s'enfonce dans l'ombre qui déjà l'enveloppe ; — l'homme a passé le premier et sa compagne, dans un geste charmant d'abandon, de doux appel, de tendresse caressante, s'appuie sur son épaule et semble plus confiante, presque joyeuse, à présent qu'elle est unie dans l'au delà avec celui qu'elle aime, — plus rassurée, en tout cas, que la foule de ceux qui, au dehors, attendent dans l'ignorance et dans l'angoisse.

Au-dessous, au centre du soubassement massif qui supporte cette scène, une large baie est creusée ; sous l'arc, surbaissé d'un caveau, un homme et une femme sont étendus côte à côte, leurs quatre mains unies et leurs visages rapprochés — ; un enfant est comme jeté en travers de leurs corps, — agenouillée au-dessus d'eux, une figure radieuse ouvre, comme pour un grand essor, ses deux bras étendus ; sur ceux qui étaient descendus au pays de l'ombre, une lumière resplendit. »
— André Michel, Journal des débats politiques et littéraires, 3 mai 1895.
Le monument comporte trois séries d'inscriptions. Sur la partie supérieure figure l'inscription « AUX MORTS ». Les deux autres inscriptions se trouvent dans la partie inférieure.
« Sur ceux qui habitaient

le pays

de l'ombre de la mort,

une lumière resplendit. »
et
« a 21 O

A. Bartholomé. sc. »
où 21 correspond au nombre de figures sculptées sur le monument.

## Réception de l'œuvre

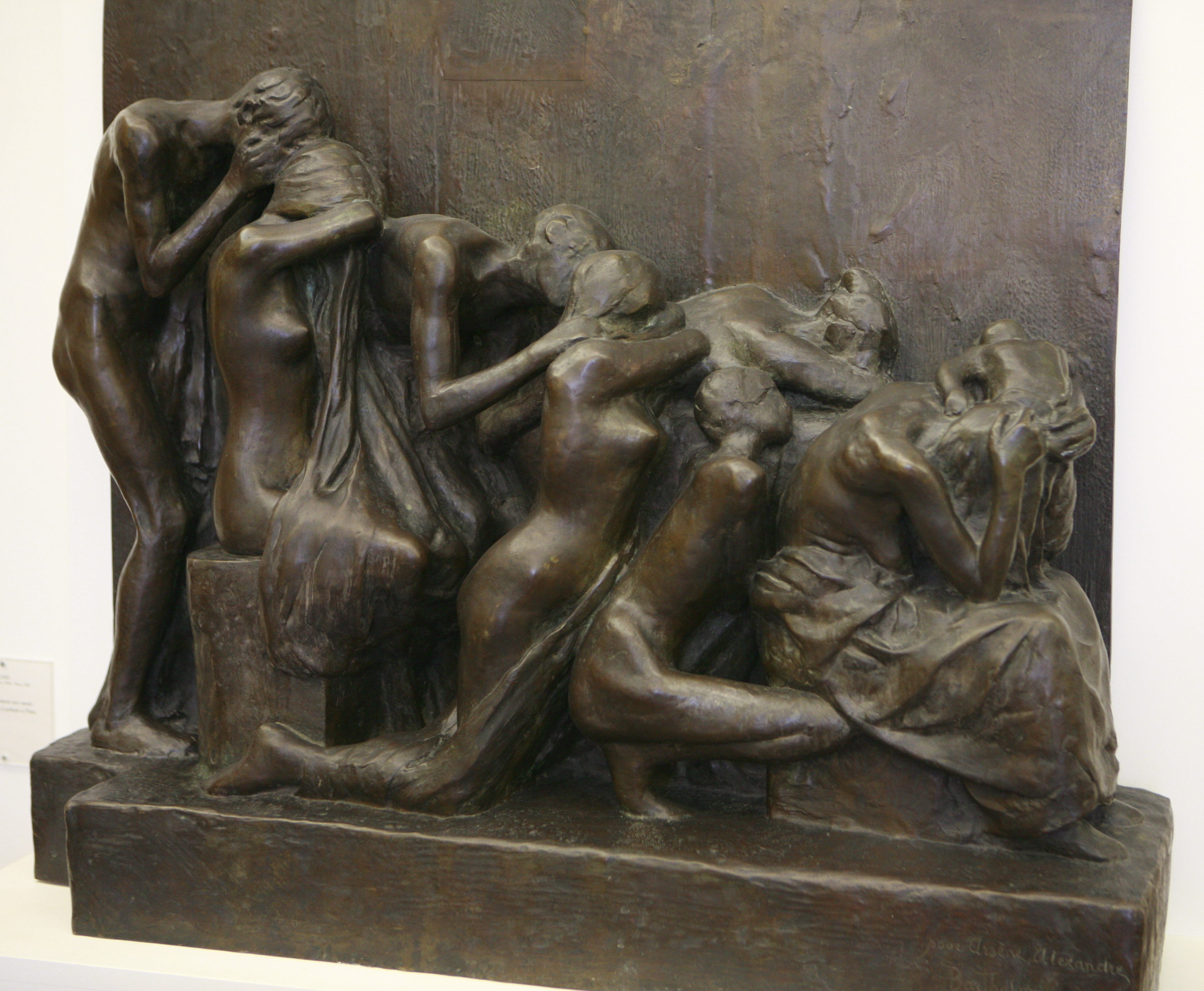
Les Pleureuses au musée des beaux-arts de Brest.

Dès son inauguration, le monument a été salué par la presse : « Cette œuvre magnifique, qui restera comme un des plus purs joyaux de notre sculpture moderne » pour Le Petit Parisien, « œuvre magnifique […] une des plus belles conceptions de la sculpture moderne » pour Le Matin, « une des œuvres d'art les plus saisissantes et les plus grandioses qu'ait produite l'école française depuis nombre d'années » pour Le Figaro, « la statuaire française vient de s'enrichir d'un remarquable monument, qui est un monument et non pas un bibelot de place publique » pour le Journal des débats politiques et littéraires.
La Croix reproche au monument son caractère laïque (« cet entassement de choses païennes est d'un triste effet à la porte d'un cimetière où tant de baptisés attendent la résurrection ») et qualifie le monument de « poésie désespérante [qui] crie le néant et n'a aucun reflet de l'âme immortelle ».
Le lendemain de son inauguration, les Parisiens qui se rendaient habituellement en masse au cimetière du Père-Lachaise pour la Toussaint étaient 60 000 à découvrir le monument. 
Pour l'historien des cimetières auprès de la ville de Paris, Christian Charlet, le monument est au début du XXIe siècle le lieu de commémoration le plus important de la capitale, avant l'arc de triomphe.
La notoriété de l'œuvre a entrainé une commercialisation de copies ou fragments. Ainsi on retrouve de nombreux exemplaires en plâtre, bronze et pierre, de nombreuses études et de fragments du monument. On en retrouve dans plusieurs musées : musée des beaux-arts de Brest, musée d'art moderne André-Malraux au Havre, musée des beaux-arts de Lyon, musée d'Orsay, Art Institute of Chicago, Staatliche Kunstsammlungen Dresden,.

### Galerie

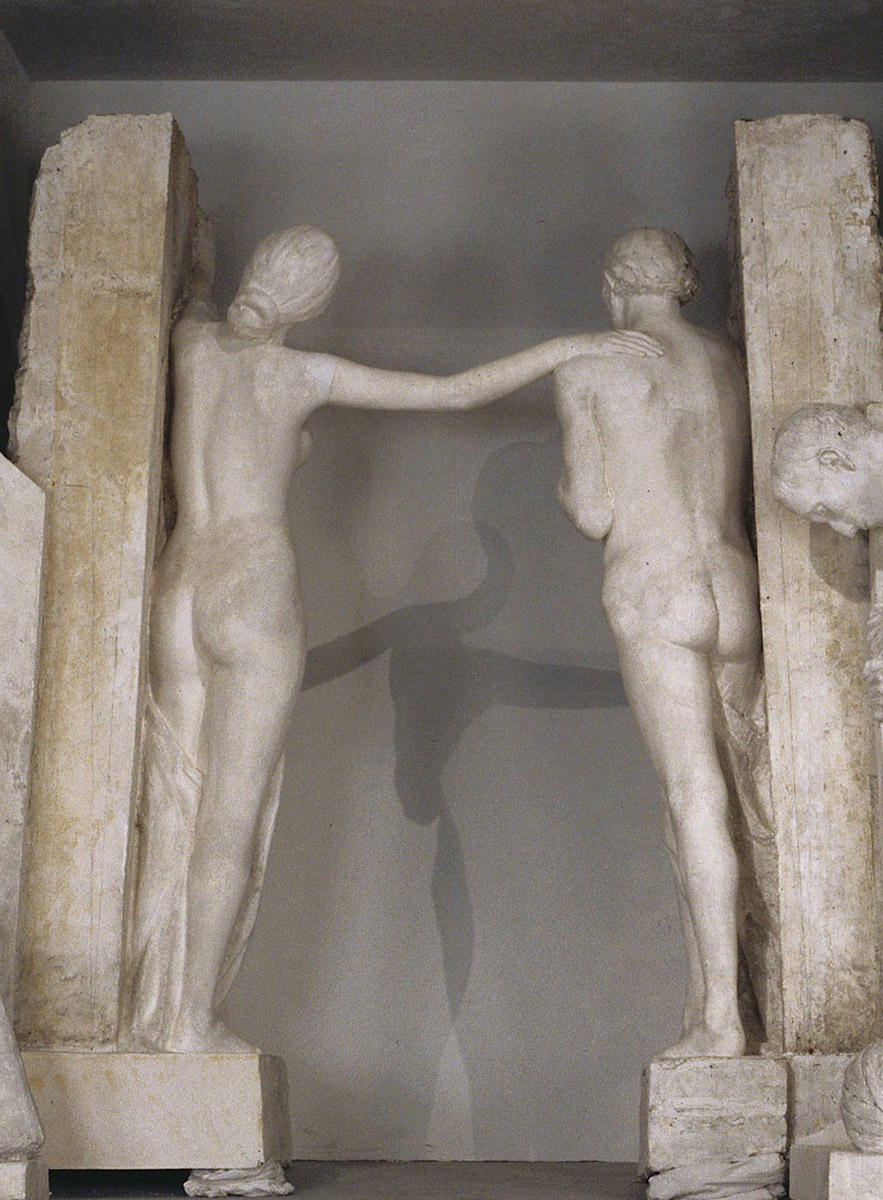
Le couple, symbole de l'humanité, qui franchit la porte de la nuit éternelle[29] musée des beaux-arts de Lyon.
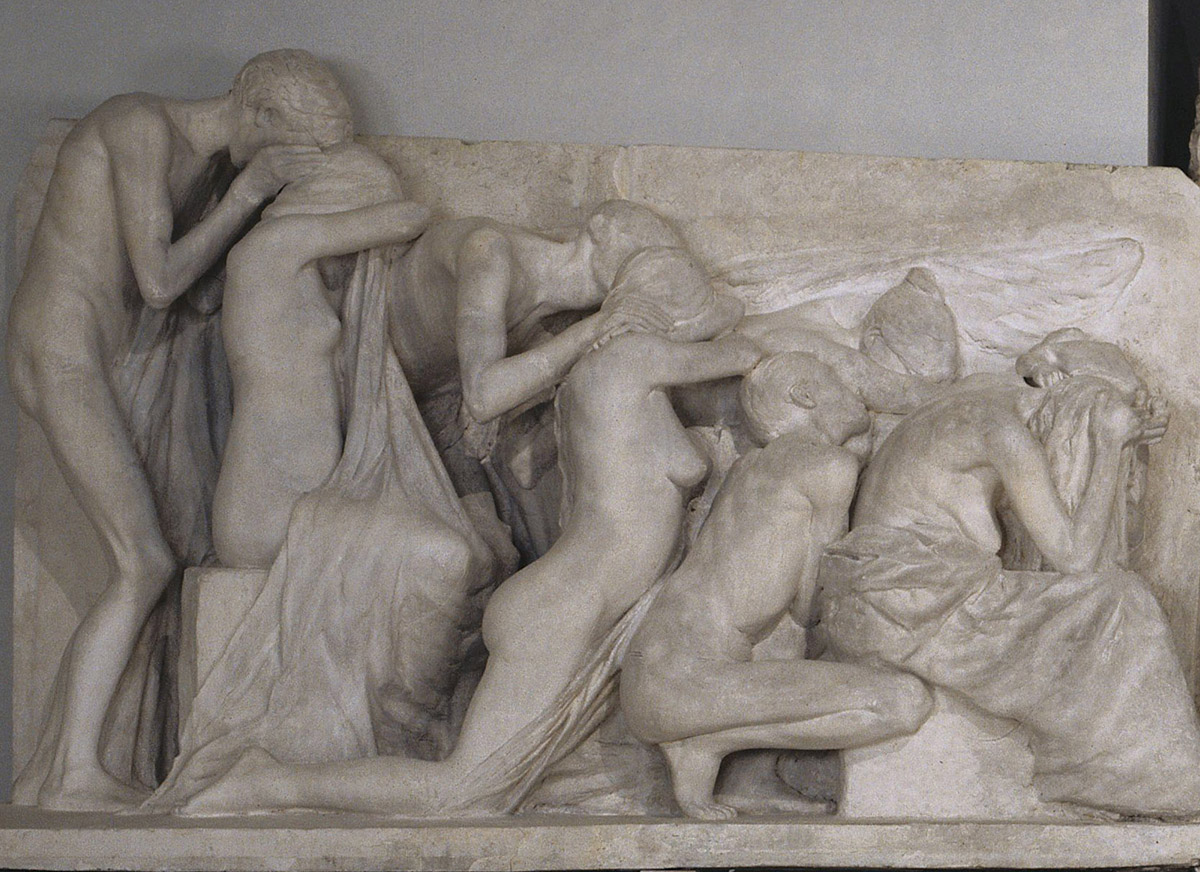
Premier groupe des sept figures exprimant « la protestation de l'être contre la destruction finale[29] » musée des beaux-arts de Lyon.
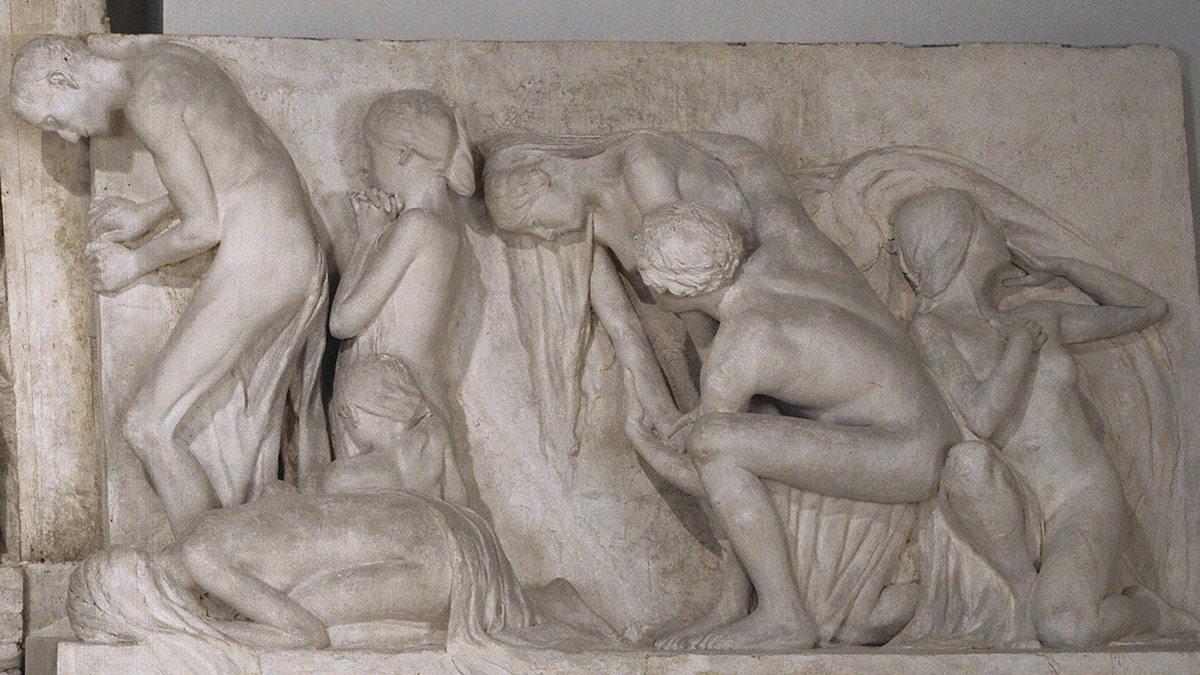
Deuxième groupe des sept figures exprimant « la protestation de l'être contre la destruction finale[29] » musée des beaux-arts de Lyon.
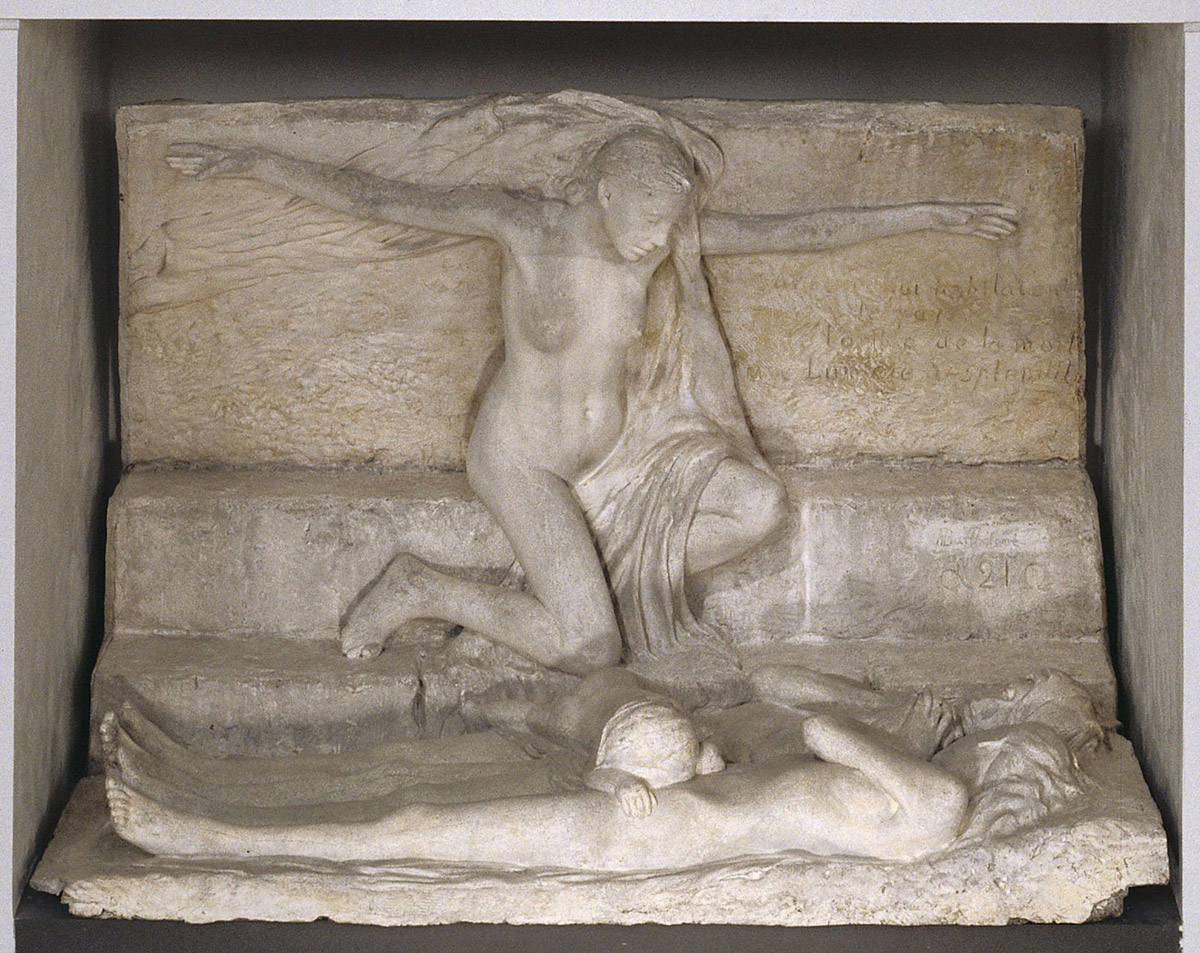
Jeune femme incarnant « l'Esprit de vie et de lumière[29] » musée des beaux-arts de Lyon.